# The Naked Soul of Sweet Jones
The Naked Soul of Sweet Jones è un album in studio postumo del rapper statunitense Pimp C, pubblicato nel 2010.

## Tracce
1. Down 4 Mine – 5:02
2. What Up? (feat. Bun B & Drake) – 4:24
3. Love 2 Ball (feat. Chamillionaire) – 4:29
4. Fly Lady (feat. Jazze Pha) – 4:26
5. Since the 90's (feat. Gator Mane & E-40) – 3:59
6. Dickies (feat. Bun B & Young Jeezy) – 4:10
7. Made 4 (feat. Too $hort) – 6:06
8. Midnight (feat. Rick Ross & Slim Thug) – 3:48
9. Believe in Me (feat. Ivory P., Cory Mo, Hezeleo, BankRoll Jones, Bub & Da Underdawgz) – 4:40
10. Hit the Parking Lot (feat. Webbie & Lil Boosie) – 5:05
11. Colors (feat. Da Underdawgz) – 4:04
12. Go 2 War (feat. Bun B & J-Dawg) – 3:46
13. Massacre – 4:54